# Apusinas (přítok Šešuvisu)
Apusinas je řeka v Litvě, v Žemaitsku, levý přítok řeky Šešuvis. Pramení na severozápad od vsi Gyliai, v okrese Raseiniai. Teče na jih, potom na jihozápad. Do Šešuvisu se vlévá na sever od rybníka Paalsio tvenkinys, v obci Žažačiai, 78,1 km od jeho ústí do řeky Jūra.

## Přítoky
- Levé:

| Hydrologické pořadí | Řeka     | Délka (km) | Povodí (km²) | Vzdálenost od ústí (km) | Ústí kde | Koordináty ústí |
| ------------------- | -------- | ---------- | ------------ | ----------------------- | -------- | --------------- |
| 16010761            | Šilupė   | 3,2        | 5,8          | 9,9                     | Viduklė  |                 |
| 16010763            | Plačiuva | 4,8        | 7,2          | 5,1                     | Plačiuva |                 |

- Pravé:

| Hydrologické pořadí | Řeka    | Délka (km) | Povodí (km²) | Vzdálenost od ústí (km) | Ústí kde | Koordináty ústí |
| ------------------- | ------- | ---------- | ------------ | ----------------------- | -------- | --------------- |
| 16010757            | Kerupys | 5,8        | 10,4         | 10,1                    | Viduklė  |                 |
| 16010764            | Upelis  |            |              | 0,8                     |          |                 |